# Blénessy János
Blénessy János (Gyergyószentmiklós, 1886. november 26. – Jászberény, 1971. május 28.) helytörténész, 1947–1950 között a Jász Múzeum igazgatója.

## Életpályája
Apja, Blénessy Imre földbirtokos, édesanyja Márton Magdolna. Elemi iskolába szülővárosában járt, majd a nagy múltú csíksomlyói gimnázium bentlakó tanulója lett. Egyetemi tanulmányait Berlinben kezdte, Budapesten folytatta, és végül Kolozsváron fejezte be. 1913. május 26-án kapott földrajz-történelem szakos tanári diplomát. Ezt gyarapította 1922-ben a Budapesten nyert tornatanári diplomával. 1930-ban házasságot kötött Takátsy Andrea Margit Etelka tanítónővel (Jászberény, 1896). 
Csurgón, majd Sárospatakon volt tanár, 1929. október 6-tól nyugdíjazásáig pedig a jászberényi tanítóképzőben tanított.
Jelentős helytörténeti kutatómunkát végzett, cikkei a képző értesítőjében, a Jász Hírlapban és a Jász Múzeum Évkönyveiben egymás után jelentek meg.
A Jász Múzeumban Réz Kálmán vezetése alatt  kialakult kutató gárdának ő is az egyik tagja volt.
1947–1950  között a Jász Múzeum igazgatójaként dolgozott. Nevéhez fűződik az 1944-ben elrejtett múzeumi kincsek restaurálása és újbóli kiállítása. Neki még volt lehetősége olyan dokumentumokban kutatni, melyek azóta a háború alatt, a háború utáni időkben, valamint 1956 viszontagságai miatt elvesztek, vagy megsemmisültek.
Sírja a jászberényi Fehértói temetőben található.

## Főbb cikkei
- Blénessy János: Jászberény történelmi emlékei (1933)
- Blénessy János: Jászberény iskolázásának története  Jászsági Füzetek sorozat 1967.
- Blénessy  János: Jászberény életrajza a kiegyezés utáni évtizedekben. Jászberény, 1940. Pesti-Könyvny.
- Blénessy  János: Jászberény természeti viszonyai és élete 1937. (A Jász Hírlapban megjelent cikkek különlenyomata)